# Мжавия, Темур
Теймураз (Темур) Мжавия (груз. თეიმურაზ (თემურ) მჟავია; род. в 1952 году в Сухуми[уточнить]) — грузинский политик и государственный деятель. Председатель Верховного Совета Автономной Республики Абхазия с 2004 по 2009 год.

## Биография
Окончил историко-философский факультет Сухумского педагогического института, позже работал профессором сельскохозяйственного института. В 1980-х годах Мжавия был известен своей антисоветской активностью и грузинской националистической воинственностью, поддерживал первого президента Грузии Звиада Гамсахурдию, позже он присоединился к Михаилу Саакашвили.
В 1990 году Мжавия был избран в Верховный Совет Грузинской ССР, а в 1991 году — в Верховный Совет АССР Абхазия. Он был видным прогрузинским абхазским политиком, основавшим ряд учреждений и групп в Сухуми.
После войны в Абхазии входил в состав абхазского парламента в изгнании, состоящего из прогрузинских парламентариев, бежавших из Абхазии. 16 марта 2004 года был избран председателем абхазского парламента в изгнании, заменив Тамаза Надарейшвили, который ушёл со своего поста двумя месяцами ранее после демонстраций абхазских беженцев в Грузии. Надарейшвили был политическим союзником бывшего президента Эдуарда Шеварднадзе, позже ему было предъявлено обвинение в коррупции. Должность председателя Верховного совета эквивалентна должности премьер-министра.
Что касается поражения в войне в Грузии 2008 года, приведшего к потере контроля Грузии над Верхней Абхазией, в отчёте парламента Грузии о его причинах Темуру Мжавии приписывают халатное отношение к эвакуации из Кодорского ущелья 9 августа 2008 года.
16 марта 2009 года он ушёл в отставку с поста Председателя Верховного Совета Автономной Республики Абхазия. Официальная причина заключалась в том, что он отбыл свой 5-летний срок полномочий. Его временно заменил Наполеон Месхия. Постоянным Председателем Верховного Совета Автономной Республики Абхазия 20 апреля 2009 года избран Гия Гвазава.
Согласно собственным заявлениям Темура Мжавии, хотя он покинул свой пост после пяти лет пребывания в должности, он заявил, что между Верховным Советом Автономной Республики Абхазия и центральными властями Грузии во главе с президентом Михаилом Саакашвили отсутствовали контакты.
В день его отставки, 16 марта, Генеральная прокуратура Грузии начала расследование преступления хищения 14 миллионов лари (более $ 8,4 млн), совершённые  в 2004 году. Пока говорили о возможности присоединения к оппозиционной партии Нино Бурджанадзе, сам Мжавия заявил, что посвятит себя своей партии «Грузия и диаспора».